# Вальехо, Николас
Хавье́р Никола́с Валье́хо (исп. Javier Nicolás Vallejo; род. 3 января 2004, Саэнс-Пенья, Чако) — аргентинский футболист, нападающий клуба «Индепендьенте».

## Клубная карьера
Вальехо — воспитанник клуба «Индепендьенте». 24 июля 2022 года в матче против «Атлетико Тукуман» он дебютировал в аргентинской Примере. 2 октября в поединке против «Арсенала» из Саранди Николас забил свой первый гол за «Индепендьенте». 

## Международная карьера
В 2023 году в составе молодёжной сборной Аргентины Вальехо принял участие в молодёжном чемпионате Южной Америки в Колумбии. На турнире он сыграл в матчах против сборных Парагвая и Перу.